# 蘭納赫河 (艾施河支流)
49°29′37″N 10°24′15″E / 49.49361°N 10.40417°E
蘭納赫河是德國的河流，位於該國東南部，由巴伐利亞負責管轄，屬於艾施河的左支流，河道全長12.7公里，流域面積44平方公里，流經巴特温茨海姆。